# Angerlinden in Röhrda
Die Angerlinden in Röhrda im nordhessischen Werra-Meißner-Kreis gehören zu den 101 Bäumen und Baumgruppen im ehemaligen Kreis Eschwege, die mit dem Inkrafttreten des Reichsnaturschutzgesetzes durch die gesetzlichen Neuregelungen im Bereich des Natur- und Umweltschutzes im Jahr 1936 in das Naturdenkmalbuch des Landkreises eingetragen wurden.

## Standort
Der Anger mit den beiden Linden befindet sich in der ehemaligen Ortsmitte Röhrdas, die sich auf einer ansteigenden Fläche erstreckt und der nicht, wie bei meisten Dörfern in der Region üblich, bei der Kirche oder dem Gutshof angelegt wurde. Röhrda, dessen erste gesicherte Erwähnung als „Rorinrieth“ in das Jahr 1142 datiert, wurde im Rahmen der hessischen Gebietsreform nach einem vorübergehenden Zusammenschluss mit Datterode im Januar 1974 zu einem Ortsteil der neu gebildeten Gemeinde Ringgau. Das Dorf liegt südlich der Netra, einem rechten Nebenfluss der Sontra. Sie durchfließt die lang gestreckte „Netra-Ifta-Talung“, einen tektonischen Grabenbruch, der den Ringgau in seinem Zentrum durchschneidet und ihn in einen südlichen und nördlichen Bereich teilt.

## Geschichte
Der Platz, der mit seinem Umfeld im Rahmen von Dorfsanierung und Dorfverschönerung mehrfach umgestaltet wurde, ist im Laufe der Zeit als Versammlungsort und Festplatz genutzt worden und war als Gerichtsstätte bedeutsam, als eine lange Teilung der Gerichtsbarkeit seit Mitte des 14. Jahrhunderts die Dorfgeschichte prägte. Die eine Hälfte des Ortes gehörte damals den Herren von Boyneburg, die der hessische Landgraf erst im Jahr 1803 vollständig erwerben konnte. Der andere Teil war kurpfälzisches Lehen der Herren von Falken. Nach dem Aussterben derer von Falken in der zweiten Hälfte des 16. Jahrhunderts folgten weitere kurpfälzische Belehnungen.
Das Alter der im Jahr 1936 zu Naturdenkmalen erklärten Linden ist kaum zu bestimmen, ihr Pflanzdatum ist unbekannt. In einem 1938 erschienenen Beitrag von Karl Frölich in der Zeitschrift Hessische Heimat über Alte Dorfplätze und andere Stätten bäuerlicher Rechtspflege war eine der beiden Linden abgebildet. Ihr Stamm soll so mächtig gewesen sein, dass sie nur von mindestens sieben Jungen umfasst werden konnte. Ende der 1920er Jahre wurden ihre stärksten Äste mit Drahtseilen und Eisenlaschen abgefangen, nachdem Teile des Baumes das Dach der danebenstehenden Angermühle bis in den zweiten Stock zertrümmert hatten. Im Jahr 1943 wurden die Reste gefällt und später an ihre Stelle eine junge Linde gepflanzt.

## Schutz
Anlässlich der Neuregelung des Naturschutzes durch das Naturschutzgesetz vom 26. Juni 1935 sind die zwei Linden auf dem Anger mit Zustimmung der höheren Naturschutzbehörde unter der laufenden Nummer 82 in das Naturdenkmalbuch des Kreises Eschwege eingetragen worden und erhielten mit der Verordnung zur Sicherung von Naturdenkmalen in den Stadt- und Landkreisen des Regierungsbezirks Kassel am 1. November 1936 den Schutz des Reichsnaturschutzgesetzes. Mit dem Inkrafttreten des Bundesnaturschutzgesetzes im Dezember 1976, das das bis dahin geltende Reichsnaturschutzgesetz ablöste, werden die Bäume als „rechtsverbindlich festgesetzte Einzelschöpfung der Natur“ durch das Bundesnaturschutzgesetz geschützt. In der Liste der Naturdenkmale des Werra-Meißner-Kreises haben die Linden die Nummer ND 636.582.
Der Bereich um den Anger im ehemaligen Ortskern Röhrdas wird aus geschichtlichen Gründen als erhaltenswert angesehen und steht unter Denkmalschutz. Im Denkmalverzeichnis des Landes Hessen hat die Gesamtanlage die Nummer 38493.

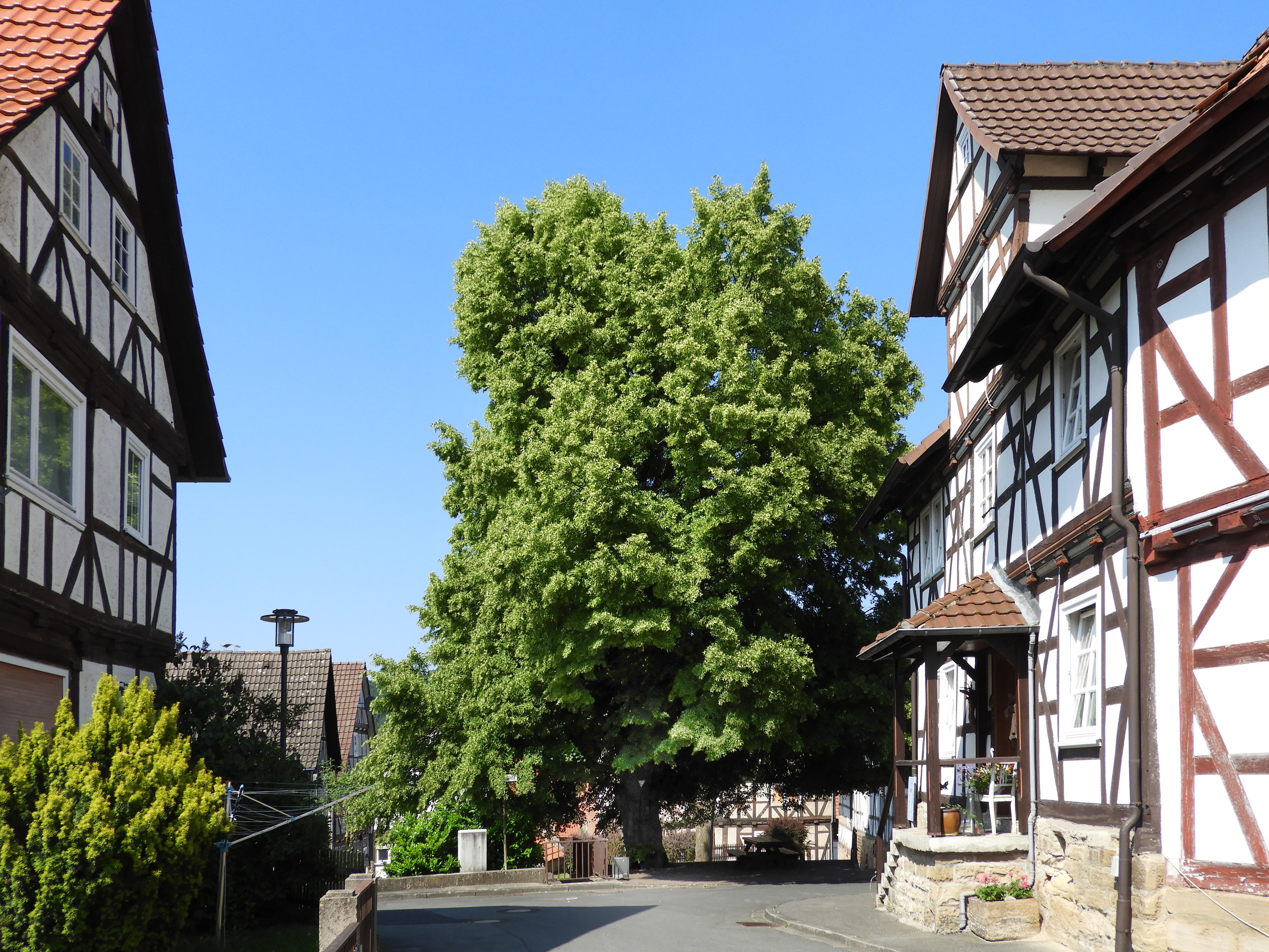
Blick auf die obere Angerlinde von Süden
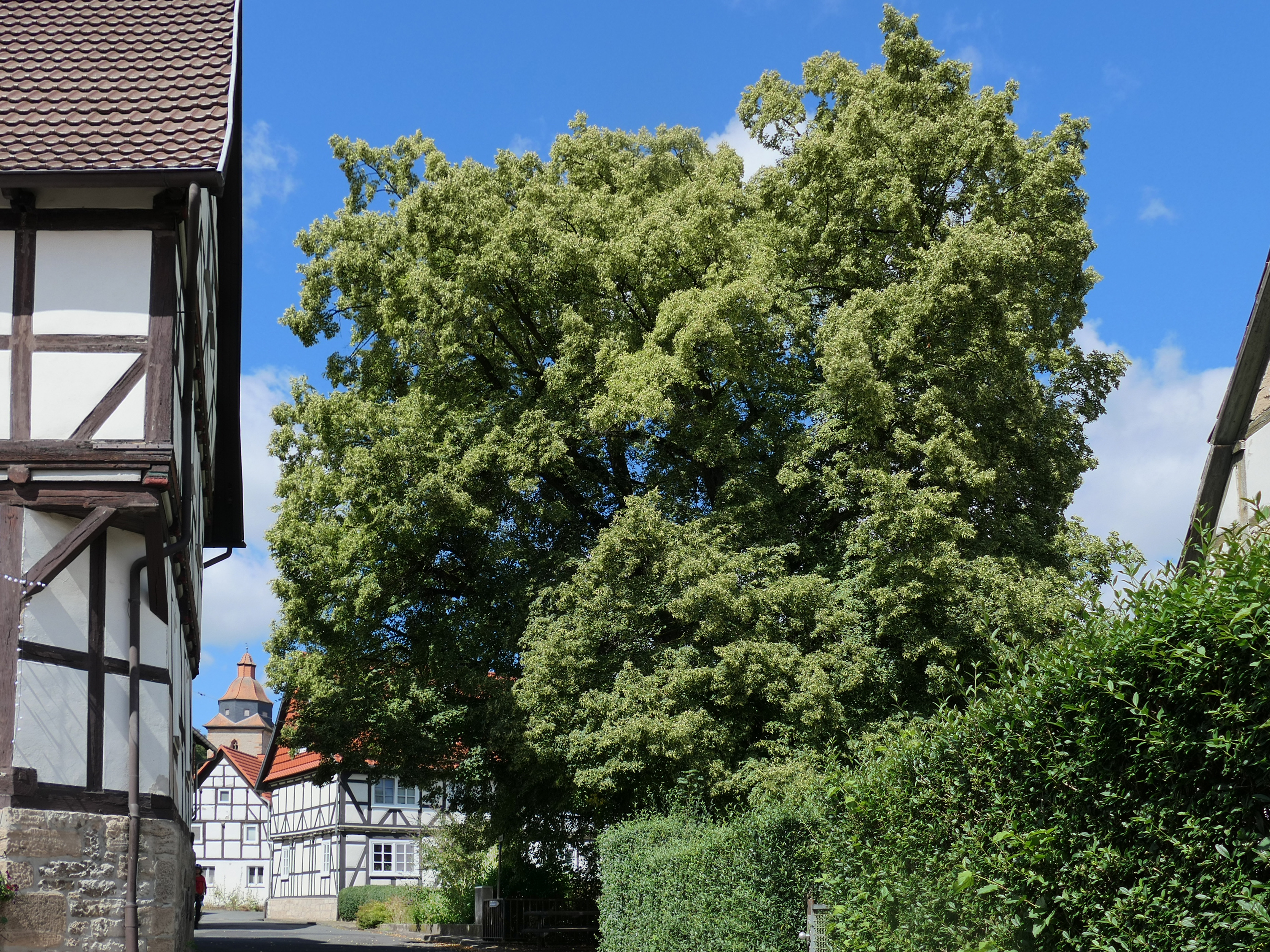
… und von Osten